# Meridiano 145 E
O meridiano 145 E é um meridiano que, partindo do Polo Norte, atravessa o Oceano Ártico, Ásia, Oceano Pacífico, Australásia, Oceano Índico, Oceano Antártico, Antártida e chega ao Polo Sul. Forma um círculo máximo com o Meridiano 35 W.
Começando no Polo Norte, o meridiano 145 Este tem os seguintes cruzamentos sucessivos:
| País, território ou mar | Notas |
| ----------------------- | --- |
| Oceano Ártico           | |
| Rússia                  | Iacútia - Ilha Kotelny, Ilhas da Nova Sibéria |
| Mar Siberiano Oriental  | |
| Rússia                  | Iacútia Oblast de Magadan Krai de Khabarovsk |
| Mar de Okhotsk          | Passa a leste da ilha Sacalina, Oblast de Sacalina, Rússia |
| Japão                   | Ilha de Hokkaidō |
| Oceano Pacífico         | Passa a leste da ilha Farallón de Pájaros, Marianas Setentrionais · Passa a oeste da Ilha Wake, Ilhas Menores Distantes dos Estados Unidos · Passa a oeste da Ilha Rota, Marianas Setentrionais · Passa a leste de Guam · Passa a oeste das Ilhas Hermit, Papua-Nova Guiné |
| Oceano Pacífico         | Mar de Bismarck |
| Papua-Nova Guiné        | Ilha de Manam |
| Oceano Pacífico         | Mar de Bismarck |
| Papua-Nova Guiné        | |
| Oceano Pacífico         | Mar de Coral, passa a leste da Ilha Howick, Austrália |
| Austrália               | Queensland Nova Gales do Sul Victoria - passa em Melbourne |
| Baía de Port Phillip    | |
| Austrália               | Victoria - Península de Mornington |
| Estreito de Bass        | Passa a leste da ilha Three Hummock, Tasmânia, Austrália |
| Austrália               | Tasmânia - Ilha Robbins e Tasmânia (ilha principal) |
| Oceano Índico           | |
| Oceano Antártico        | |
| Antártida               | Território Antártico Australiano, reclamado pela Austrália |